# Aquileo Echeverría
Aquileo Echeverría Zeledón (San José, Costa Rica, 22 de mayo de 1866 - Barcelona, España, 11 de marzo de 1909) fue un escritor, periodista y político costarricense. Poeta de exquisita sensibilidad artística, es una de las figuras más importantes de la historia literaria de este país, al punto que se le considera "el poeta nacional de Costa Rica". Su obra más conocida, Concherías (1905), refleja la vida, el pensamiento, las costumbres y el lenguaje de los campesinos costarricenses. Los Premios Nacionales de Costa Rica por la creación de obras en las áreas de 

## Biografía
Fue bautizado con el nombre de Adolfo Dolores Aquileo de la Trinidad Echeverría Zeledón. Sus padres fueron Aquileo Echeverría y Trinidad Zeledón. Cursó estudios primarios y secundarios en su ciudad natal, pero debió abandonar el colegio por su pobreza, obligado a buscar trabajo. El 1 de septiembre de 1885 se casó en Heredia con María Dolores Flores Zamora.
En 1885 se enroló como soldado en la campaña militar contra el presidente guatemalteco Justo Rufino Barrios , quien pretendía restablecer la unión centroamericana por la fuerza de las armas. Al finalizar la campaña se estableció en Nicaragua, al servicio del presidente Adán Cárdenas del Castillo. Fue en ese país donde conoció y entabló amistad con el poeta Rubén Darío, quien posteriormente escribiría: «... y Costa Rica tiene un Poeta. Tiene, en verdad, otros poetas, pero SU poeta, el poeta nacional, el poeta familiar se llama Aquileo J. Echeverría».
De regreso en Costa Rica fungió como periodista en varios periódicos y revistas, entre los que destacan La República, El comercio, Costa Rica Ilustrada, La Patria, El periódico, entre otros. Publicó varios poemas y artículos serios bajo los seudónimos de Boccaccio, El Duende Rojo y Dixie.
Fungió como Agregado de la Embajada de Costa Rica en Washington, Estados Unidos, a partir de 1887, en la época en que se celebró el acuerdo fronterizo entre Costa Rica y Nicaragua por el Laudo Cleveland.
En el año 1889 colaboró con Rubén Darío en el periódico La Unión en El Salvador, posteriormente colabora con el periódico Guatemala Ilustrada. Regresa a Costa Rica en 1893, donde continúa ejerciendo el periodismo, posteriormente trabaja en la Biblioteca Pública de la ciudad de Heredia, donde se traslada a vivir y establece una pulpería, dedicándose al comercio. En lo económico las cosas no anduvieron nada bien, porque Aquileo no era comerciante pero el trato directo con sus clientes campesinos le proporcionó al pulpero, que si era escritor, un material folclórico invaluable que supo aprovechar de maravilla para crear sus famosas Concherías, consideradas hoy como un tesoro en las letras nacionales.
Fallece en Barcelona, España, el 11 de marzo de 1909, país al que había viajado para ser sometido a un tratamiento en la Casa de Salud de Barcelona, luego de un serio quebranto de salud. Sus restos fueron llevados a Costa Rica en marzo de 1915.
Fue designado Benemérito de las Lenguas Patrias en octubre de 1953. En 1961 el Ministerio de Cultura, Juventud y Deportes de Costa Rica crea el Premio Nacional Aquileo J. Echeverría en honor a la labor de este autor.
Fue primo del laureado escritor costarricense Manuel González Zeledón, "Magón"; y abuelo de la escritora de cuentos para niños Marilyn Echeverría Zurcher, quien firma bajo el seudónimo de Lara Ríos.

## Obra literaria
...ningún otro poeta en Costa Rica tiene como él ni tantos lectores, ni tantos afectos conquistados.
Rubén Darío.

El éxito de la poesía de Aquileo J.Echeverría fue la exactitud con que describió la vida, el pensamiento, las costumbres y el lenguaje de los campesinos costarricenses, debido a que tuvo la oportunidad de vivir entre ellos, dándole la oportunidad de estudiar sus defectos, sus creencias, sus tradiciones, su modo de vida cotidiana, lo que hizo que Aquileo lo plasmara en su obra con el mismo modo de hablar del campesino. La época en la que Aquileo Echeverría escribió tuvo un predominio de posiciones europeístas o academicistas, por lo que el costumbrismo de Echeverría y de su primo Magón vinieron a ampliar el discurso literario costarricense, incorporando las culturas y lenguajes orales y populares ajenos a la cultura letrada.
- Romances (1903)
- Romances y misceláneas
- Concherías (1905)
- Poesía, concherías y epigramas (1918)
- Crónicas y cuentos míos (1934)
- Concherías, romances y epigramas (1950)
- Concherías, romances, epigramas y otros poemas (1953)